# Naugawan Sadat
Naugawan Sadat – miasto w północnych Indiach w stanie Uttar Pradesh, na Nizinie Hindustańskiej.
Populacja miasta w 2001 roku wynosiła 27 075 mieszkańców.